# Tomilayo Adekanye
Tomilayo O. Adekanye (* 2. September 1942) ist eine nigerianische Wirtschaftswissenschaftlerin auf dem Gebiet der Agrarökonomie.

## Werdegang
Adekanye studierte an der University of Ibadan, ehe sie 1966 nach ihrem Bachelorabschluss ins akademische Personal der University of Ife wechselte. Ab 1970 setzte sie ihr Studium an der University of Nottingham fort, dort graduierte sie 1971 mit einem Masterabschluss und schloss 1974 ihr Ph.D.-Studium ab. Anschließend kehrte sie an University of Ibadan zurück. Hier war sie zunächst Lecturer und ab 1980 Reader, ehe sie 1983 als erste Frau eine Professur in Agrarökonomie erhielt. Ab 1990 war sie zeitweise Handelsbeauftragte des Bundesstaats Oyo. Zwischen 2006 und 2009 übernahm sie einen Lehrauftrag an der Kogi State University, seit 2010 ist sie nach ihrer Emeritierung an der privaten Babcock University tätig.
Adekanye setzte sich in ihrer Arbeit insbesondere mit der Rolle von Frauen und Minderheiten in der Landwirtschaft auseinander.
Adekanye ist mit dem nigerianischen Politikwissenschaftler Bayo Adekanye verheiratet.

## Werke
Adekanye hat fünf Bücher verfasst, zudem hat sie an zahlreichen weiteren Publikationen mitgewirkt bzw. Artikel und Buchkapitel geschrieben.
- Women in Agriculture in Nigeria (1981)
- Women in Agriculture (1988)
- Readings in Agricultural Marketing (1988)
- African Women in Agriculture (2004)
- Women, Agriculture and Sustainable Development: Perspectives from Nigeria 1967–2017 (2017)